# Spatelliest
Der Spatelliest (Tanysiptera galatea) ist eine Eisvogel-Art in Neuguinea und den benachbarten Molukken. Es werden mehrere Unterarten unterschieden.
Der Elliotliest und der Biakliest wurden früher als Unterarten dem Spatelliest zugerechnet.
Die Bestandssituation dieser Art wird von der IUCN mit ungefährdet (least concern) eingestuft.

## Merkmale

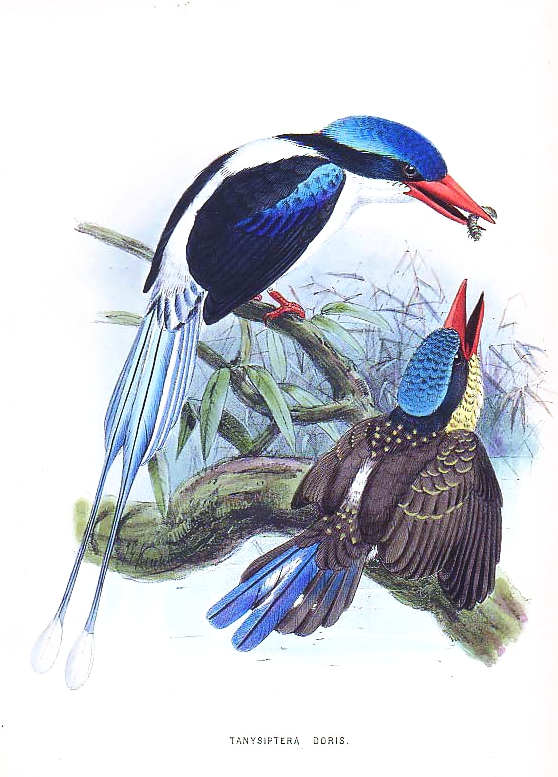
Zeichnung

Der Spatelliest erreicht inklusive der langen Schwanzfedern eine Körperlänge von 33 bis 43 Zentimetern. Die Tiere wiegen zwischen 40 und 78 Gramm.
Er hat einen roten Schnabel, eine blaue Stirn, einen weißen Rumpf und dunkelblaue Flügel. Seine langen Schwanzfedern – charakteristisch für einen Paradieseisvogel – sind weiß-bläulich.
Auf Neuguinea kommt auch der Paradiesliest vor, der dem Spatelliest ähnelt. Der Paradiesleist hat allerdings eine hell ockerfarbene Brustfärbung. 

## Vorkommen
Der Lebensraum des Spatelliestes sind Waldgebiete der Tiefebenen in Neuguinea und den angrenzenden Molukken-Inseln (u. a. Halmahera und Seram). Auf Neuguinea kommt er vor allem im Landesinneren vor. Er besiedelt außerdem einige Inseln, die direkt vor der nordwestlichen Küste Neuguineas liegen.
Seine Nahrung besteht hauptsächlich aus Insekten, die er am Boden fängt.

## Unterarten mit ihrem jeweiligen Verbreitungsgebiet
Es werden die folgenden Unterarten unterschieden:
- Tanysiptera galatea acis, Wallace, 1863. Vorkommen auf Buru.
- Tanysiptera galatea boanensis, Mees, 1964. Vorkommen auf Boano, eine 120 km² große indonesische Insel nordwestlich von Seram.
- Tanysiptera galatea browningi, Ripley, 1983. Vorkommen auf Halmahera, der größten Insel der Molukken.
- Tanysiptera galatea brunhildae, Jany, 1955. Vorkommen auf einer einzelnen Insel im Norden von Halmahera.
- Tanysiptera galatea doris, Wallace, 1862. Vorkommen auf Morotai, einer rund 1800 Quadratkilometer großen Inseln im Norden der Molukken.
- Tanysiptera galatea emiliae, Sharpe, 1871. Vorkommen auf einer einzelnen Insel im Norden von Halmahera.
- Tanysiptera galatea galatea, G.R. Gray, 1859. Nominatform. Merkmale sind die dunkel türkisfarbene Kappe, die am Kopfende scharf gegenüber dem übrigen Gefieder abgesetzt ist. Die Wangen sind schwärzlich. Der Mantel ist blauschwarz. Die Schultern sind dunkel türkisfarben. Das mittlere und stark verlängerte Steuerfederpaar ist zur Hälfte blau. Die Flügellänge beträgt 10,7 bis 11 Zentimeter.[3] Das Verbreitungsgebiet ist der Westen Neuguineas inklusive der vor der Küste liegenden zu Raja Ampat gehörenden Insel. Das Vorkommen erstreckt sich bis zur Cenderawasih-Bucht.
- Tanysiptera galatea margarethae, Heine, 1860. Bacaninseln
- Tanysiptera galatea meyeri, Salvadori, 1889. Tiefebenen im Norden von Neuguinea. Der Weißanteil im Schwanzgefieder ist größer als bei der Nominatform.[3]
- Tanysiptera galatea minor, Salvadori & Albertis, 1875. Tiefebenen im Süden von Neuguina sowie der nordwestlichen Küstenregion. Die Flügellänge ist verglichen mit der Nominatform kürzer und beträgt nur 10 bis 10,8 Zentimeter. Der Schnabel ist schlanker.[3]
- Tanysiptera galatea nais, G.R. Gray, 1861. Vorkommen auf Manipa, Ambon, Seram, Manawoka und Gorong.
- Tanysiptera galatea obiensis, Salvadori, 1877. Vorkommen auf Teilen der Obi-Inseln
- Tanysiptera galatea rosseliana, Tristram, 1889 Vorkommen auf Rossel, der östlichsten Insel des Louisiade-Archipels. Bruce Beehler et al. stufen diese Unterart als eigenständige Art ein.[3]
- Tanysiptera galatea sabrina, G.R. Gray, 1861. Vorkommen auf Kayoa, südwestlich von Halmahera
- Tanysiptera galatea vulcani, Rothschild & Hartert, E, 1915. Vorkommen auf Manam, eine bewohnte Insel in der Bismarck-See und durch die Stephan Strait von der Nordküste der Insel Neuguinea getrennt.

## Einzelbelege
1. 1 2 3   Handbook of the Birds of the World zum Spatelliest, aufgerufen am 22. Juni 2017
2. ↑   Beehler &. Pratt: Birds of New Guinea. S. 222.
3. 1 2 3 4   Beehler &. Pratt: Birds of New Guinea. S. 223.